# Skånes Djurpark
Skånes Djurpark er en zoologisk have i Höörs kommun i Skåne län i Sverige. Skånes Djurpark har specialiseret sig i dyr fra den nordiske fauna, men forældreløse dyr fra andre steder i verden kan indlogeres, til et nyt hjem kan findes til dem. Dyreparken har omtrent 900 dyr, som repræsenterer næsten 100 arter. Dyrene holdes som oftest i store indhegnede områder i et naturligt miljø. Nogle af husdyrene som kan ses er blandt andre: Skånegæs (en slags tamgås fra Skåne), gotlandsfår, fjeldkvæg og jämtlandsgeder (en slags tamged fra Jämtland). Parken holder også eksemplarer af Linderödsgris.
Skånes Djurpark etableredes i 1953 og drives som et almennyttigt fond, og er medlem af European Association of Zoos and Aquaria. Camilla Jönsson har været leder af Skånes Djurpark siden 2008. Skånes Djurpark-fondet understøttes af Region Skåne, som giver dyreparken en årlig ydelse på to millioner kronor.
Antallet af besøgende i Skånes Djurpark er steget de sidste år. Der var i alt 211.000 besøgende i dyreparken i 2008, og en anelse flere i 2009.